# Sabinià (cònsol 505)
Sabinià   (segle V - segle VI) va ser un polític i general de l'Imperi Romà d'Orient.

## Biografia
Sabinià era fill de Sabinià Magne, un magister militum per Illyricum (479–481). Es va casar amb una neboda de l'emperador Anastasi I i va ser pare de Flavi Anastasi Pompeu i de Flavi Anastasi Magne, cònsols els anys 517 i 518 respectivament. Era germà de Flavi Mosquià, cònsol l'any 512.
El 505 va ocupar el consolat, juntament amb Teodor, mentre que el 508 va ser nomenat magister militum per Illyricum. Tenia un exèrcit gran i ben equipat, però prop d'Horreum Margi va ser derrotat pels exèrcits combinats dels huns, liderats per Mundus, i dels ostrogots, liderats per Pítzies. Després de la derrota, va anar amb uns quants supervivents a la fortalesa de Natus.